# Himantigera flavonigra
Himantigera flavonigra är en tvåvingeart som först beskrevs av Lindner 1928.  Himantigera flavonigra ingår i släktet Himantigera och familjen vapenflugor. Inga underarter finns listade i Catalogue of Life.